# Hohlach
Hohlach (fränkisch: Hohli) ist ein Gemeindeteil der Gemeinde Simmershofen im Landkreis Neustadt an der Aisch-Bad Windsheim (Mittelfranken, Bayern). Die Gemarkung Hohlach hat eine Fläche von 6,541 km². Sie ist in 590 Flurstücke aufgeteilt, die eine durchschnittliche Fläche von 11086,64 m² haben.

## Geographie
Das Kirchdorf liegt am Gräfenwiesenbach, einem linken Zufluss des Wallmersbachs. Die umgebende Landschaft ist leicht hügelig und besteht überwiegend aus Ackerflächen. Im Südwesten grenzt das Amtsholz an. Am nördlichen Ortsrand steht ein Baum, der als Naturdenkmal geschützt ist. Die Kreisstraße NEA 49 führt nach Equarhofen (2,9 km südwestlich) bzw. nach Wallmersbach (2,4 km nordöstlich). Eine Gemeindeverbindungsstraße führt nach Walkershofen (2,2 km nordwestlich).

## Geschichte
In einer Urkunde von circa 1172 wurde ein „Albertus de Hohenloch“ genannt. Dies ist zugleich die erste Erwähnung des Ortes. Der Ortsname bedeutet "hochgelegenes Gehölz" (hohes Loh).
Die nicht mehr existierende Burg Hohlach, vermutlich westlich der Kirche gelegen, war ab 1178 der namensgebende Sitz des Hauses Hohenlohe. Als 1378 Gerlach von Hohenlohe Stadt und Amt Uffenheim an Burggraf Friedrich, den Burggrafen von Nürnberg, verkaufte, war Hohlach vom Verkauf ausgenommen. In Hohlach saßen die Herren von Ehenheim (aus Enheim) als hohenlohische, später ansbachische Lehnsleute, ebenso wie auf der hohenlohischen Burg Brauneck. Die Burg Hohlach galt bereits im 13. Jahrhundert als verfallen. Die Herren von Ehenheim erbauten sich auf den Resten der Burg ein Festes Haus in Hohlach, das sich in unmittelbarer Nähe der Kirche (westlich davon) befand. Sie besaßen das Schlossgut bis 1645. Die Burg Hohlach wurde vermutlich im Dreißigjährigen Krieg zerstört.
1608 hatte Hohlach 27 Anwesen, wovon neun nach Uffenheim vogtbar waren, 10 dem von Enheim.

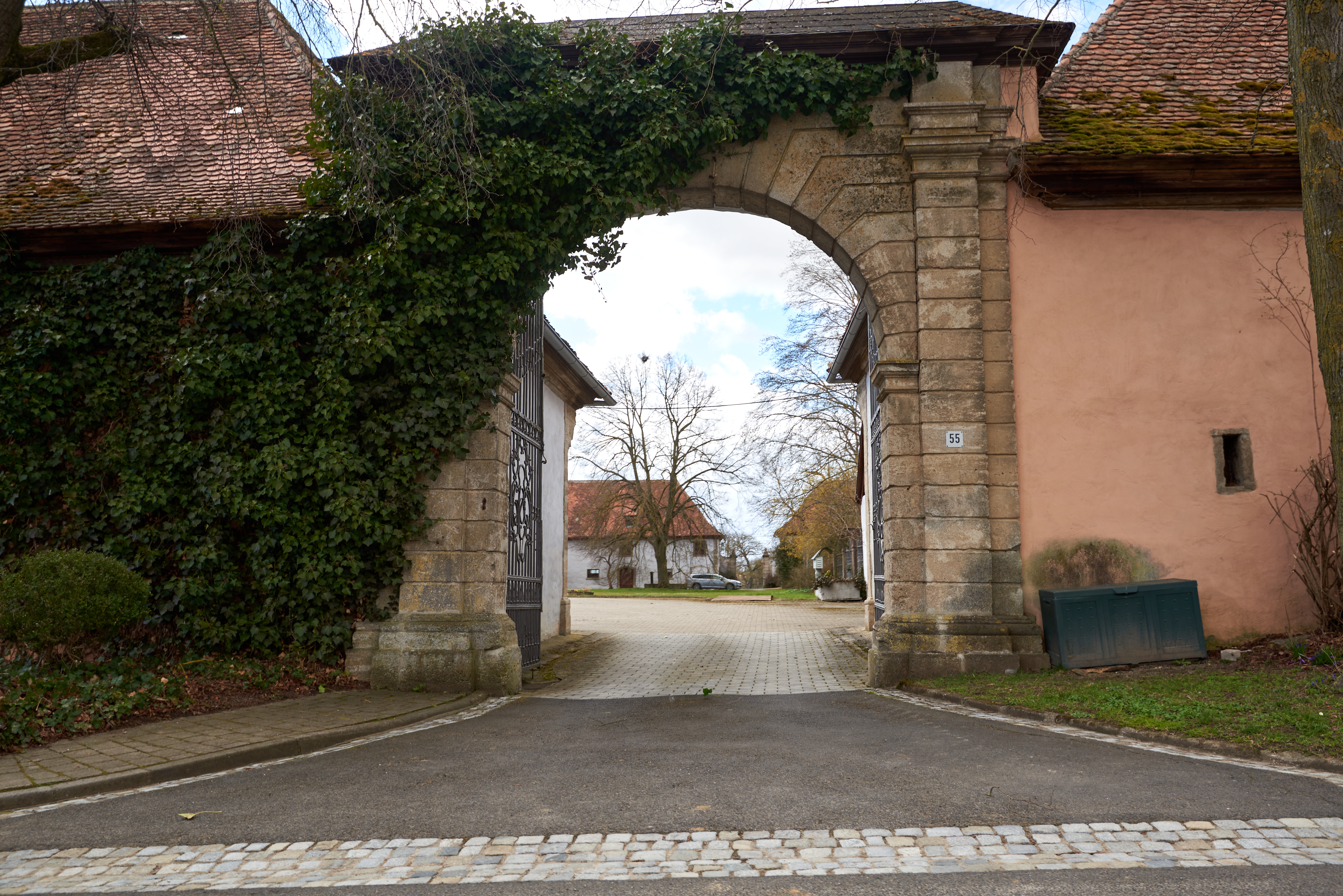
Einfahrt zum Rittergut

Ob an der Stelle des heutigen Barockschlosses (mit der Jahreszahl 1718 datiert) und des Gutshofs am Nordrand des Dorfes auch eine ältere Wasserburg stand, ist noch nicht erforscht. Nach dem Aussterben der Enheim 1645 wurde das Rittergut an deren Erben verlehnt, kam 1718 an den kaiserlichen Kammerdirektor Gallus Jacob, der vermutlich das Herrenhaus erbaute, 1761 an den kaiserlichen Proviantdirektor Johann Christian von Oettinger und von 1810 bis 1935 gehörte es den Freiherren von Würtzburg.
Gegen Ende des 18. Jahrhunderts gab es in Hohlach 37 Anwesen. Das Hochgericht übte das ansbachische Oberamt Uffenheim aus. Das Kasten- und Stadtvogteiamt Uffenheim war Grundherr von 20 Anwesen. Von 1797 bis 1808 unterstand Hohlach dem preußischen Justiz- und Kammeramt Uffenheim.
1806 kam der Ort an das Königreich Bayern. Mit dem Gemeindeedikt (frühes 19. Jahrhundert) wurde Hohlach dem Steuerdistrikt Wallmersbach zugeordnet. Wenig später entstand die Ruralgemeinde Hohlach. Sie war in Verwaltung und Gerichtsbarkeit dem Landgericht Uffenheim zugeordnet und in der Finanzverwaltung dem Rentamt Uffenheim (1919 in Finanzamt Uffenheim umbenannt). Ab 1862 war das Bezirksamt Uffenheim für die Verwaltung der Gemeinde zuständig (1939 in Landkreis Uffenheim umbenannt). Die Gerichtsbarkeit blieb beim Landgericht Uffenheim (1879 in Amtsgericht Uffenheim umbenannt), seit 1973 ist das Amtsgericht Neustadt an der Aisch zuständig. Die Gemeinde hatte 1964 eine Gebietsfläche von 6,457 km². Am 1. Juli 1972 wurde Hohlach im Zuge der Gebietsreform in Bayern nach Simmershofen eingegliedert.

### Baudenkmäler
Es gibt acht Baudenkmäler:
- Haus Nr. 10: Evangelisch-lutherische Kirche St. Georg
- Haus Nr. 11 und 32: Wohnstallhäuser
- Haus Nr. 55: Ehemaliges Rittergut
- Zwei Grenzsteine
- Zwei Steinkreuze

### Bodendenkmäler
In der Gemarkung Hohlach gibt es 18 Bodendenkmäler.

### Einwohnerentwicklung
| Jahr      | 1818   | 1840   | 1852   | 1855   | 1861   | 1867   | 1871   | 1875   | 1880   | 1885   | 1890   | 1895   | 1900   | 1905   | 1910   | 1919   | 1925   | 1933   | 1939   | 1946   | 1950   | 1952   | 1961   | 1970   | 1987  |
| Einwohner | 242    | 245    | 255    | 247    | 252    | 226    | 239    | 232    | 250    | 244    | 239    | 238    | 226    | 224    | 239    | 247    | 237    | 223    | 198    | 302    | 303    | 286    | 211    | 208    | 182   |
| Häuser    | 49     | 52     |        |        |        |        | 59     |        |        | 57     | 59     |        | 66     |        |        |        | 52     |        |        |        | 54     |        | 51     |        | 47    |
| Quelle    | [ 10 ] | [ 17 ] | [ 18 ] | [ 18 ] | [ 19 ] | [ 20 ] | [ 21 ] | [ 22 ] | [ 23 ] | [ 24 ] | [ 25 ] | [ 18 ] | [ 26 ] | [ 18 ] | [ 27 ] | [ 18 ] | [ 28 ] | [ 18 ] | [ 18 ] | [ 18 ] | [ 29 ] | [ 18 ] | [ 12 ] | [ 30 ] | [ 2 ] |

## Religion
Der Ort ist seit der Reformation evangelisch-lutherisch geprägt und bis heute nach St. Maria Magdalena und Bernhard (Wallmersbach) gepfarrt.